# Staelia juarezii
Staelia juarezii är en måreväxtart som beskrevs av Elsa Leonor Cabral och M. Salas Pascual. Staelia juarezii ingår i släktet Staelia och familjen måreväxter. Inga underarter finns listade i Catalogue of Life.